# Ascochyta juglandis
Ascochyta juglandis är en svampart som beskrevs av Boltsh. 1898. Ascochyta juglandis ingår i släktet Ascochyta, ordningen Pleosporales, klassen Dothideomycetes, divisionen sporsäcksvampar och riket svampar.   Inga underarter finns listade i Catalogue of Life.